# Homocisteină
Homocisteina este un α-aminoacid non-proteinogen. Este un omolog al cisteinei, iar molecula sa diferă de molecula cisteină doar printr-o punte metilenică adițională. Este sintetizată de la metionină, prin eliminarea grupei metilice terminale, proces în care sunt implicați derivați ai acidului folic și enzime specifice, precum metionin-sinteteza.